# آنو نامشیر
آنو نامشیر (مغولی: НАМШИРЫН АНУ؛ زادهٔ ۱۲ آوریل ۱۹۹۱) یک طراح گرافیک، بازیگر و مدل اهل مغولستان است. وی از سال ۲۰۱۰ میلادی تاکنون مشغول فعالیت بوده‌است.
او نمایندهٔ کشور مغولستان در رقابت‌های دوشیزه بین‌الملل (۲۰۱۳) و دوشیزه دنیا (۲۰۱۵) و چندین مسابقهٔ مشابه دیگر بوده‌است.
وی علاوه بر حضور در چندین موزیک‌ویدئو، نمایش تئاتر و برنامهٔ تلویزیونی، در ساختِ آگهی‌های بازرگانی برای شرکت پورشه و شرکت هواپیمایی میات مونگولین ایرلاینز هم مشارکت داشته‌است.